# سبانيش سبرينغز
سبانيش سبرينغز (بالإنجليزية: Spanish Springs)‏ هو مكان مخصص للتعداد (CDP) في مقاطعة واشو في ولاية نيفادا الأمريكية. وهي تقع في الجزء الشمالي الشرقي من منطقة رينو-سباركس الحضرية الإحصائية. وبلغ عدد السكان 15,044 نسمة في لتعداد عام 2010.

## التركيبة السكانية
حدّد مكتب تعداد الولايات المتحدة بيانات التركيبة السكانية لسبانيش سبرينغز في تعداد الولايات المتحدة. في ما يلي، التركيبة السكانية حسب تعدادي 2000 و2010.

### تعداد عام 2000
بلغ عدد سكان سبانيش سبرينغز 9,018 نسمة بحسب تعداد عام 2000، وبلغ عدد الأسر 3,014 أسرة وعدد العائلات 2,532 عائلة مقيمة في المنطقة السكنية. في حين سجلت الكثافة السكانية 62.2 نسمة لكل كيلومتر مربع (161.1/ميل2). وبلغ عدد الوحدات السكنية 3,078 وحدة بمتوسط كثافة قدره 21.2 لكل كيلومتر مربع (54.9/ميل2).
وتوزع التركيب العرقي للمنطقة السكنية بنسبة 92.59% من البيض و0.74% من الأمريكيين الأفارقة و1.19% من الأمريكيين الأصليين و1.40% من الأمريكيين ذوي الأصول الآسيوية و0.08% من سكان جزر المحيط الهادئ و1.72% من الأعراق الأخرى و2.28% من عرقين مختلطين أو أكثر و5.78% من الهسبانيون أو اللاتينيون من أي عرق.
بلغ عدد الأسر 3,014 أسرة كانت نسبة 50.1% منها لديها أطفال تحت سن الثامنة عشر تعيش معهم، وبلغت نسبة الأزواج القاطنين مع بعضهم البعض 75.2% من أصل المجموع الكلي للأسر، ونسبة 5% من الأسر كان لديها معيلات من الإناث دون وجود شريك، بينما كانت نسبة 3.7% من الأسر لديها معيلون من الذكور دون وجود شريكة وكانت نسبة 16% من غير العائلات. تألفت نسبة 9.6% من أصل جميع الأسر من عدة أفراد يعيشون في نفس المنزل ونسبة 1.1% كانت تتألف من شخص يعيش بمفرده يبلغ من العمر 65 عاماً أو أكثر. وبلغ متوسط حجم الأسرة المعيشية 2.99، أما متوسط حجم العائلات فبلغ 3.20.
بلغ العمر الوسطي للسكان 34.9 عاماً. وكانت نسبة 31.3% من القاطنين تحت سن الثامنة عشر، وكانت نسبة 4.3% بين الثامنة عشر والرابعة والعشرين عاماً، ونسبة 36.9% كانت واقعةً في الفئة العمرية ما بين الخامسة والعشرين والرابعة والأربعين عاماً، ونسبة 22.8% كانت ما بين الخامسة والأربعين والرابعة والستين، ونسبة 4.6% كانت ضمن فئة الخامسة والستين عاماً فما فوق. يوجد لكل 100 أنثى 104.0 ذكر، ويوجد لكل 100 أنثى في الثامنة عشر من عمرها فما فوق 102.1 ذكر.
بلغ متوسط دخل الأسرة في المنطقة السكنية 69,451 دولارًا، أما متوسط دخل العائلة فبلغ 72,026 دولارًا. وكان متوسط دخل الذكور 46,711 دولارًا مقابل 32,853 دولارًا للإناث. وسجل دخل الفرد الخاص بالمنطقة السكنية 26,908 دولارًا. وكانت نسبة 2.2% من العائلات ونسبة 3.5% من السكان تحت خط الفقر، وكان من هؤلاء نسبة 3.9% تحت سن الثامنة عشر ونسبة 0% في الخامسة والستين من العمر وما فوق.

### تعداد عام 2010
بلغ عدد سكان سبانيش سبرينغز 15,064 نسمة بحسب تعداد عام 2010، وبلغ عدد الأسر 5,198 أسرة وعدد العائلات 4,217 عائلة مقيمة في المنطقة السكنية. في حين سجلت الكثافة السكانية 103.9 نسمة لكل كيلومتر مربع (269.1/ميل2). وبلغ عدد الوحدات السكنية 5,619 وحدة بمتوسط كثافة قدره 38.8 لكل كيلومتر مربع (100.5/ميل2).
وتوزع التركيب العرقي للمنطقة السكنية بنسبة 89.35% من البيض و1.27% من الأمريكيين الأفارقة و1.33% من الأمريكيين الأصليين و2.14% من الأمريكيين ذوي الأصول الآسيوية و0.21% من سكان جزر المحيط الهادئ و2.63% من الأعراق الأخرى و3.09% من عرقين مختلطين أو أكثر و10.67% من الهسبانيون أو اللاتينيون من أي عرق.
بلغ عدد الأسر 5,198 أسرة كانت نسبة 41.8% منها لديها أطفال تحت سن الثامنة عشر تعيش معهم، وبلغت نسبة الأزواج القاطنين مع بعضهم البعض 69.2% من أصل المجموع الكلي للأسر، ونسبة 6.5% من الأسر كان لديها معيلات من الإناث دون وجود شريك، بينما كانت نسبة 5.4% من الأسر لديها معيلون من الذكور دون وجود شريكة وكانت نسبة 18.9% من غير العائلات. تألفت نسبة 13.7% من أصل جميع الأسر من عدة أفراد يعيشون في نفس المنزل ونسبة 4.3% كانت تتألف من شخص يعيش بمفرده يبلغ من العمر 65 عاماً أو أكثر. وبلغ متوسط حجم الأسرة المعيشية 2.90، أما متوسط حجم العائلات فبلغ 3.18.
بلغ العمر الوسطي للسكان 39.4 عاماً. وكانت نسبة 26.9% من القاطنين تحت سن الثامنة عشر، وكانت نسبة 7.4% بين الثامنة عشر والرابعة والعشرين عاماً، ونسبة 25.3% كانت واقعةً في الفئة العمرية ما بين الخامسة والعشرين والرابعة والأربعين عاماً، ونسبة 30.8% كانت ما بين الخامسة والأربعين والرابعة والستين، ونسبة 9.6% كانت ضمن فئة الخامسة والستين عاماً فما فوق. وتوزع التركيب الجنسي للسكان بنسبة 50.5% ذكور و49.5% إناث.